# Bruce J. MacFadden
Bruce James MacFadden (* 3. September 1949 in Albany, New York) ist ein US-amerikanischer Wirbeltierpaläontologe, der sich auf fossile Säugetiere spezialisiert hat.

## Leben
MacFadden erwarb 1971 den Bachelor of Science von der Cornell University und graduierte 1974 an der Columbia University zum Master of Philosophy. Von 1976 bis 1977 war er Gibbs-Dozent in Fachbereich Geologie und Geophysik der Yale University in New Haven, Connecticut. 1977 wurde er mit der Dissertation Magnetic polarity stratigraphy and mammalian biochronology of the Chamita Formation stratotype (Mio-Pliocene) of northcentral New Mexico an der Columbia University zum Ph.D. promoviert. Im selben Jahr wurde er zunächst Assistenzkurator, später stellvertretender Kurator und schließlich Hauptkurator in der Abteilung für Wirbeltierpaläontologie des Florida Museum of Natural History der University of Florida in Gainesville. Zudem ist er Professor an der University of Florida, wo er Wirbeltierpaläontologie unterrichtet, sowie Vorsitzender der akademischen Abteilung, stellvertretender Leiter (im Rang eines Dekans) für Ausstellungen und öffentliche Programme. Von 1989 bis 1990 war er Gastwissenschaftler am Institute for the Study of Continents (INSTOC) der Abteilung für Geowissenschaften an der Cornell University. 1993 war er Gastwissenschaftler in der Abteilung für Geologie und Geophysik der University of Utah. 1994 forschte er mit einem Fulbright-Stipendium am Museo de Historia Natural de Bolivia in La Paz, Bolivien.
2018 war er Begründer und bis 2023 Direktor des Thompson Earth Systems Institute (TESI) der University of Florida
MacFadden ist Autor oder Co-Autor der Bücher Magnetite Biomineralization and Magnetoreception in Organisms: A New Biomagnetism (Topics in Geobiology) (1985), Body Size in Mammalian Paleobiology: Estimation and Biological Implications (1990), Fossil Horses: Systematics, Paleobiology, and Evolution of the Family Equidae (1992), Pliocene Mammals From Inchasi, Bolivia (1995) und Broader Impacts of Science on Society (2019) sowie von mehr als 200 peer-reviewed Fachartikeln. Für seine Forschung erhielt er mehr als 50 externe Zuschüsse, hauptsächlich von der National Science Foundation, mit einem Gesamtvolumen von über 35 Millionen US-Dollar.
MacFadden ist leitender Redakteur der internationalen Zeitschrift Paleobiology und Mitglied zahlreicher Fachgesellschaften, darunter der National Association for Research in Science Teaching (NARST).
MacFadden war von 2019 bis 2020 Präsident der Paleontological Society und von 1986 bis 1988 der Society of Vertebrate Paleontology.
Seine Forschung konzentriert sich die fossilen südamerikanischen Huftiere, nordamerikanische Primaten, die Pferdeartigen. die Krokodile sowie auf die KI-gestützte Untersuchung von fossilen Haizähnen.

## Dedikationsnamen
Bruce J. Shockey und Federico Anaya Daza beschrieben 2004 das Taxon Pyrotherium macfaddeni aus der Gruppe der Südamerikanischen Huftiere zu Ehren von Bruce J. MacFadden.

## Erstbeschreibungen von Bruce J. MacFadden
- Americanycteris cyrtodon Morgan, Czaplewski, Rincon, Bloch, Wood & MacFadden, 2023
- Carcharodon hubbelli Ehret, MacFadden, Jones, DeVries, Foster & Salas-Gismondi, 2012
- Centenariosuchus Hastings, Bloch, Jaramillo, Rincon & MacFadden, 2013
- Cormohipparion Skinner & MacFadden, 1977
- Cormohipparion goorisi (MacFadden & Skinner, 1981)
- Hipparion shirleyi MacFadden, 1984
- Hypohippus chico MacFadden, 1982
- Hypsitherium Anaya & MacFadden, 1995
- Mesoreodon floridensis MacFadden & Morgan, 2003
- Onohippidium galushai (MacFadden & Skinner, 1979)
- Panamacebus Bloch, Woodruff, Wood, Rincon, Harrington, Morgan, Foster, Montes, Jaramillo, Jud, Jones & MacFadden, 2016
- Panamacebus transitus Bloch, Woodruff, Wood, Rincon, Harrington, Morgan, Foster, Montes, Jaramillo, Jud, Jones & MacFadden, 2016